# Найденная рукопись о Русском крае
Широкие сатирические обобщения Мартович дал в аллегорическом памфлете «Древняя рукопись о русском крае», мастерски стилизованном под древние памятники письменности.
«Найденная рукопись о Русском крае» — сатирический памфлет Леся Мартовича, написан в 1897 году, впервые опубликован спустя почти 50 лет.
В стилизации под «древнюю римскую рукопись» автор, рассказывая в аллегорически-сказочной форме, но с четким реалистичным подтекстом, о жизни «муссикусов», высмеивает феодально-помещичьи порядки, церковь и милитаризм, раскрывая паразитизм и алчность господ и попов, эксплуатирующих трудовой народ используя хитрые средства: налоги, водка, религия, культура, рекрутчина.

## Содержание
В предисловии от имени историка рассказывается о нахождении древней римской рукописи «о нашем крае» и переводе её, однако: «слова mussicus, panus, poppus оставили мы совсем не переведенные, за то, что не могли понять их значения». Далее следует перевод этого документа:

Где-то там далеко-далеко на севере, за лесами, за горами и за скалами, есть страна, для своих же жителей вражеская. Ни виноград, ни дерево оливковое там не растёт. Реки и озера покрыты большую часть года седым мертвым льдом. Леса да и луга не оживлены пением разноперых птиц и гомором зверей. Стоят те леса понурые и недоступные.
Живут там люди: «паннусы» (господа) и «поппусы» (попы), которым добрые боги дали «муссикуса» (мужика) — похожую на людей «мудрую и рабочую скотину, работающую сама, без погона».
Муссикуси пашут, и сеют, и собирают хлеб, но все плоды своего труда отдают людям, себе ничего не оставляют, как разве только, чтобы жить.
А люди дают муссикусу в обмен на труд «блестящий металь» — деньги, а когда муссикус голодает — тогда люди продают ему часть им же произведённого или просто всевозможные отбросы  — «этот способ называется индустрия и торговля». Если же муссикусы экономят и копят, и остаются у них какие-то деньги, то у паннусов и поппусов есть и другие способы:

Люди передают муссикусам маленькую карточку папируса (в которой, видимо, есть тайная сила), тогда все муссикуси, неся деньги в кулаках, сходятся и плача, репетуючи и дражачи отдают ценный и блестящий металь людям на потребление. Этот способ называется администрация.
Ещё способы — водка: муссикуссы отдают людям свои деньги за выжатое «из зерна муссикуса руками же муссикуса странное пойло», а также зрелища — «способ называется культура»:

Люди строят руками же муссикусов большие здания и вешают в них блестящие предметы из стекла, нередко также из серебра, золота, меди и железа, зажигают там свечи, звонят в большие колокола, выкрикивают целую кучу непонятных слов и звонят при том раз в маленькие, то снова в большие колокола. Этой штуки научились; видимо, тамошние люди от греков, у которых как конечно театральное искусство высоко стоит. Муссикуси от вида такой акции так ужасно забываются, теряют сознание и невольно подражают голосу и движениям актёра. К так отуманенным муссикусам подходят люди да и отбирают от них все деньги.
Люди приучили муссикусов к военному ремеслу, и муссикусы с радостью несут службу рядовых воинов и смело погибают в бою, а люди над ними сотники и вожди — в стороне от боя руководят ими.

Люди берут муссикусов в армию очень странным способом. Высылают к их жилищам несколько карточек красного папируса (в котором, видимо, также есть тайная сила притягаема). На этом сходятся все муссикуси, выбирают уже взрослых молодых самцов, сдирают с них одежду и голых отводят силой до людей.
В конце «древнеримский летописец», вспоминая восстание невольников в Риме, говорит, что хотя некоторые думают, что муссикуси тоже люди как паннусы и поппусы, но это не может быть правдой:

Неужели же может быть, чтобы человек человека же, то есть брат брата (ибо все мы братья), решилась так оскорблять и понижать. Чтобы человек человеку же делал такую пакость. А с другой же стороны — может ли быть, чтобы человек дал над собой так издеваться да и не сбросил с себя позорного ига?! Действительно, когда муссикус человек, за кого же нам иметь тамошних людей паннус или поппус? Ибо где же это может быть, чтобы человек допускался такого зверства и так презирал своего же брата. Действительно — ежели муссикуси люди, так тамошних людей считать бы нам разве за бешеных волков!

## О произведении
Рукопись датирована «9 июля 1897 года», была направлена редактору М. И. Павлику для помещения в журнале, но напечатана не была и пролежала в архиве Ивана Франко до 1940-х годов.
Исследователи творчества писателя находят в произведении влияние сатиры М. Е. Салтыкова-Щедрина, Ивана Франко («Сморгонская академия») и народных сказок:

«Древняя рукопись о русском крае» — талантливо написанный памфлет, по характеру своему несколько напоминающий «Историю одного города» М. Е. Салтыкова-Щедрина. Как бы излагая факты древней истории, рассказывая давно прошедших временах, автор рисует обличительную обобщенную картину современного ему общества. В аллегорических «паннусах» и «поппусах», всячески притесняющих и унижающих «мужикусов», ясно видны паны и попы, нещадно эксплуатирующие трудовой народ.
Форма древнего документа позволила автору сатирически отобразить современные общественные отношения, раскрыть их с помощью аллегорических образов-типов, посредством эзопова языка:

Рассказ «Найденная рукопись о Русском крае» рисует одну из самых выразительных гротескных картин сатирика. Объективный характер повествования, подражающий научному изложению, делает сатиру максимально хлёсткой, ибо, имитируя беспристрастность наблюдений, Мартович избавляется от соблазна следовать мощной в украинской литературе традиции сочувствовать и оплакивать народные страдания. Поэтому сатира здесь есть двусторонняя, ибо описывая нечеловеческое положение существ «муссикусив», автор возмущён отношением «людей» к ним, и в то же время не скрывают своего удивления тем, что сами «муссикуси», «если бы предположить, что это люди», с животным спокойствием и покорностью дают издеваться над собой. «Рукопись», несмотря на завуалированную, аллегорическую форму подает резко негативную картину современной Мартовичу действительности, где люди поделены непереводимыми границами — принадлежностью к разным социальным слоям.
Как отмечал литературовед П. Н. Довгалюк, памфлет имеет антирелигиозную направленность:

Сатирический рассказ «Найденная рукопись о Русском крае» — аллегория. Понимая, что религия является тяжким бременем для народа, писатель высмеивал попов, которые только себя считали людьми. Добрые боги дали этим людям «мудрую рабочую скотину, которая работает сама, без погонщика», это «мусикусы» (мужики). Важным звеном в системе грабежа и издевательств наряду с податями, тюрьмой, корчмой является, как считает Мартович, церковь.

## Издания
На русском языке рассказ включался в сборники автора:
- Рассказы — Киев: Гослитиздат Украины, 1951. — 72 с.
- Украинские повести и рассказы: в 3-х т. — Москва: Гослитиздат, 1954 — Т. 2. — 663 с.
- Суеверие: рассказы и повесть - Москва: Государственное издательство художественной литературы, 1963 — 500 с.
- Подарок Стрибога: Рассказы / Ил.: И. В. Царевич. — Москва: Художественная литература, 1971. — 224 с.